# BirdLife International
BirdLife international este un ONG internațional de tip parteneriat global care are ca scop de conservarea păsărilor, habitatelor lor și a biodiversității globale, lucrând cu oamenii spre sustenabilitate în utilizarea resurselor naturale. Acesta este cel mai mare parteneriat de organizații de conservare din lume, cu peste 120 de organizații partenere. Împreună cu BirdLife Partnership formează autoritatea principală în domeniul statutului păsărilor, habitatelor lor și a problemelor ce le afectează.

## Istorie
BirdLife International a fost fondată în 1922 de către ornitologii americani T. Gilbert Pearson și Jean Theodore Delacour cu denumirea International Committee for Bird Protection. În 1993 entitatea și-a schimbat numele în BirdLife International.

## Activitate regională
BirdLife International are programe de lucru pentru conservare în Africa, Americi, Asia, Asia Centrală și Europa, Orientul mijlociu și Pacific. Societatea Ornitologică Română (SOR) este partener al BirdLife International în România.

## Lista Roșie
BirdLife International este autoritatea oficială a Listei Roșii IUCN pentru păsări. La ultima clasificare din 2012, 1.313 specii de păsări erau considerate în pericol de dispariție (în categoriile Critically Endangered, Endangered și Vulnerable). Aceasta reprezintă 13% din totalul de 10.064 de specii extante de păsări din lumea întreagă.